# Afrogyrus starmuehlneri
Afrogyrus starmuehlneri é uma espécie de gastrópode  da família Planorbidae.
É endémica de Madagáscar.